# Nick Tate
Nicholas John Tate, detto Nick (Sydney, 18 giugno 1942), è un attore australiano.
Figlio dell'attore John Tate e della cantante Neva Carr-Glynn, i suoi genitori divorziarono quando aveva 12 anni.
È noto per aver interpretato il ruolo di Alan Carter nella serie televisiva di fantascienza Spazio 1999, coprodotta dalla Rai.

## Filmografia

### Cinema
- Un uomo per tutte le stagioni (A Man for All Seasons), regia di Fred Zinnemann (1966)
- Sfida negli abissi (Submarine X-1), regia di William A. Graham (1968)
- La rossa maschera del terrore (The Oblong Box), regia di Gordon Hessler (1969)
- I lunghi giorni delle aquile (Battle of Britain), regia di Guy Hamilton (1969)
- Il cortile del diavolo (The Devil's Playground), regia di Fred Schepisi (1976)
- L'isola di Summerfield (Summerfield), regia di Ken Hannam (1977)
- The Strange Case of the End of Civilization as We Know It, regia di Joseph McGrath (1977)
- Licensed to Love and Kill, regia di Lindsay Shonteff (1979)
- La spiaggia vuota (The Empty Beach), regia di Chris Thomson (1980)
- The Coolangatta Gold (The Gold and the Glory), regia di Igor Auzins (1984)
- The Year My Voice Broke, regia di John Duigan (1987)
- Grido di libertà (Cry Freedom), regia di Richard Attenborough (1987)
- Un grido nella notte (Evil Angels), regia di Fred Schepisi (1988)
- Il ritorno dal fiume Kwai (Return from the River Kwai), regia di Andrew V. McLaglen (1989)
- Steel and Lace, regia di Ernest Farino (1990)
- Hook - Capitan Uncino (Hook), regia di Steven Spielberg (1991)
- Occhio indiscreto (The Public Eye), regia di Howard Franklin (1992)
- Silent Cries, regia di Anthony Page (1993)
- Amare è... (Bed of Roses), regia di Michael Goldenberg (1996)
- Fuori tempo massimo (Seconds to Spare), regia di Brian Trenchard-Smith (2002)
- The Vanished, regia di Nathan S. Ross – cortometraggio (2005)
- The Gene Generation, regia di Pearry Reginald Teo (2007)
- Killer Elite, regia di Gary McKendry (2011)
- Hsue-shen Tsien, regia di Zhang Jianya (2012)
- Il grande Gatsby (The Great Gatsby), regia di Baz Luhrmann (2013)
- Lupin III, regia di Ryûhei Kitamura (2014)
- La regina delle nevi 2 (Snezhnaya koroleva 2. Perezamorozka), regia di Vladlen Barbė e Maksim Svešnikov (2014) – voce

### Televisione
- Spazio 1999 (Space: 1999) – serie TV, 42 episodi (1975-1977)
- Patrol Boat – serie TV, episodi 2x01-2x02 (1983)
- La baia dei delfini (Dolphin Cove) – serie TV, 8 episodi (1989)
- Star Trek: The Next Generation - serie TV, stagione 4 episodio 9 (1990)
- La signora in giallo (Murder, She Wrote) – serie TV, episodi 8x15-12x20 (1992-1996)
- Star Trek: Deep Space Nine - serie TV, episodio 6x15 (1998)
- X-Files (The X-Files) – serie TV, episodio 6x11 (1999)
- Un detective in corsia (Diagnosis: Murder) - serie TV, episodio 7 stagione 12 (2000)
- East of Everything (2009)

Lost (2010) Stagione 1 episodio 3 
- Gli acchiappamostri (The Strange Chores) – serie animata, 26 episodi (2019-in corso) – voce

## Doppiatori italiani
- Sergio Di Stefano in Spazio 1999
- Sandro Tuminelli in X-Files
- Sandro Iovino in Killer Elite
- Raffaele Farina in Lupin III
- Bruno Alessandro in The Blacklist